# Châteauvillain
Châteauvillain ist eine französische Gemeinde mit 1512 Einwohnern (Stand 1. Januar 2022) im Département Haute-Marne in der Region Grand Est; sie gehört zum Arrondissement Chaumont und zum Kanton Châteauvillain. Der Ort liegt 20 Kilometer südwestlich von Chaumont am Ufer des Flusses Aujon.

## Geschichte
Châteauvillain war seit dem 11. Jahrhundert eine Festung. Die Burg wurde um 1160 von Hugues III. de Broyes, Seigneur de Broyes et de Châteauvillain, gebaut. 1620 wurde die (nunmehr) Grafschaft Châteauvillain von Nicolas de L’Hospital, Marquis de Vitry, gekauft, 1699 erwarb Louis-Alexandre de Bourbon, comte de Toulouse die Grafschaft, die 1703 zur Duché-Pairie erhoben wurde. 

### Bevölkerungsentwicklung
| Jahr                       | 1962 | 1968 | 1975 | 1982 | 1990 | 1999 | 2006 | 2019 |
| -------------------------- | ---- | ---- | ---- | ---- | ---- | ---- | ---- | ---- |
| Einwohner                  | 1598 | 1611 | 1596 | 1707 | 1760 | 1710 | 1654 | 1579 |
| Quellen: Cassini und INSEE |      |      |      |      |      |      |      |      |

## Sehenswürdigkeiten
- Etwa 20 der ehemals rund 60 Türme aus der Stadtbefestigung sind noch erhalten.
- Das Schloss Nicolas de L'Hospitals aus dem Jahr 1627 wurde im 19. Jahrhundert für den Bau einer Straße abgerissen.
- Die Kirche Mariä Himmelfahrt wurde 1770 bis 1784 erbaut.

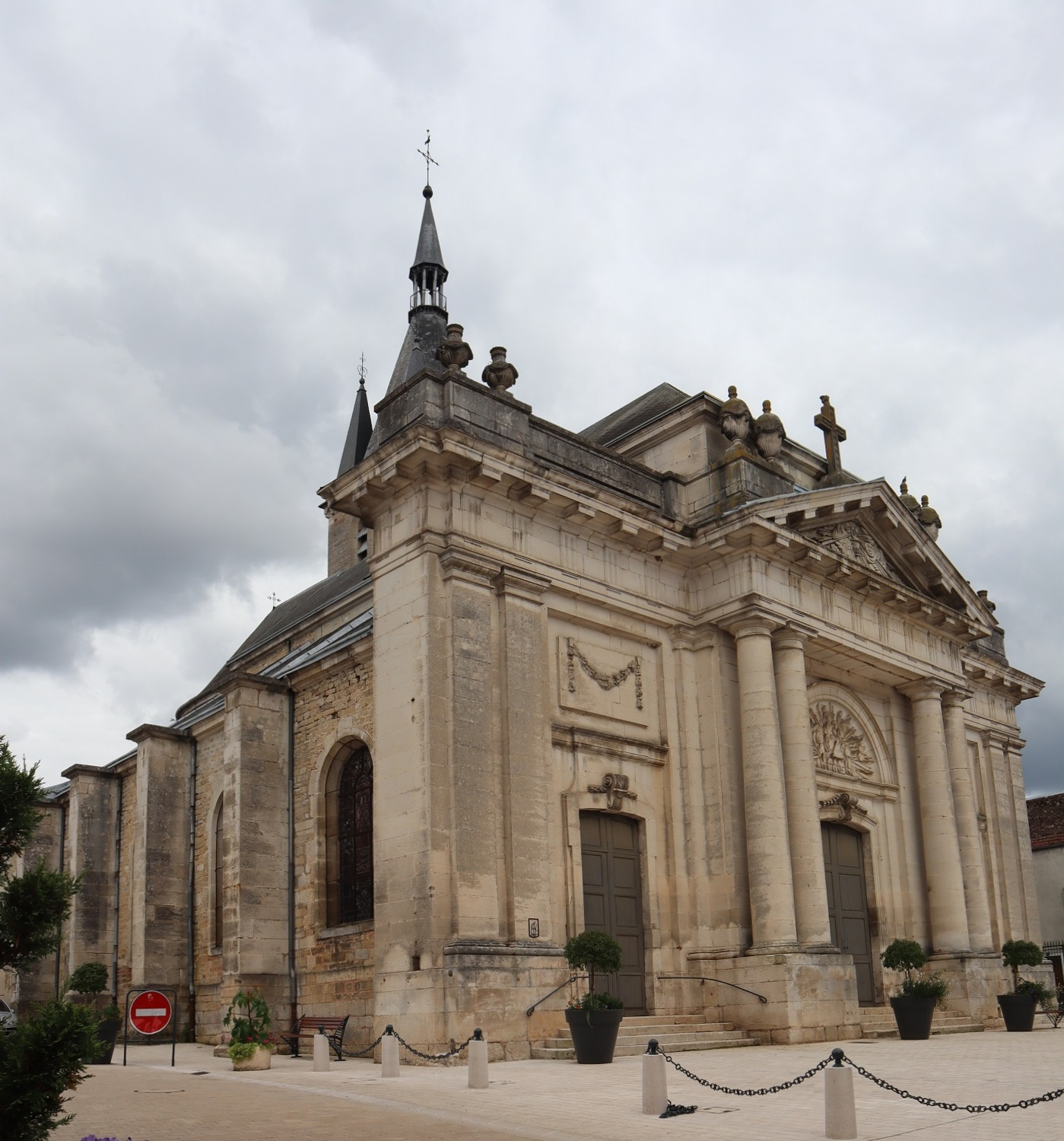
Kirche Mariä Himmelfahrt

## Persönlichkeiten
- Louis-Alexandre de Bourbon, comte de Toulouse, duc de Châteauvillain, 1678–1737
- Louis Jean Marie de Bourbon, duc de Penthièvre, duc de Châteauvillain, dessen Sohn, 1725–1793
- Jean-Marie de Bourbon, 1748–1755, 3. Duc de Châteauvillain, dessen Sohn
- Denis Decrès, 1761–1820, Marineminister Napoleons
- Charles Auguste Frossard, 1807–1875